# بيفيرلي فرينش
بيفيرلي فرينش (بالإنجليزية: Beverley French)‏ هي مقدمة تلفزيونية بريطانية، ولدت في 1970.

## وصلات خارجية
- بيفيرلي فرينش على موقع IMDb (الإنجليزية)